# Vietanna hanoiensis
Vietanna hanoiensis — вид цикад. Описаний у 2021 році.

## Поширення
Ендемік В'єтнаму. Описаний зі зразка, зібраного у Ханої.

## Опис
Цей вид морфологічно подібний до Tanna Distant, 1905, але відрізняється від Tanna тимбальним покриттям, що оголює внутрішню частину тимбала, чоловічим черевним епіплевритом з чіткою косою лінійною складкою, чоловічими черевними стернітами без горбкоподібних виступів і едеагусом, що роздвоюється на вершині.